# Búč
Búč este o comună slovacă, aflată în districtul Komárno din regiunea Nitra. Localitatea se află la altitudinea de 117 m deasupra n.m., se întinde pe o suprafață de 31,5 km2 și în 2017 număra 1.128 de locuitori.

## Istoric
Localitatea Búč este atestată documentar din 1208.

## Demografie
| An:                | 1994 | 2004    | 2014   | 2024   |
| ------------------ | ---- | ------- | ------ | ------ |
| Număr de persoane: | 1337 | 1196    | 1151   | 1118   |
| Diferență:         |      | −10,54% | −3,76% | −2,86% |

| An:                | 2023 | 2024   |
| ------------------ | ---- | ------ |
| Număr de persoane: | 1113 | 1118   |
| Diferență:         |      | +0,44% |